# هيرمان غرادينر

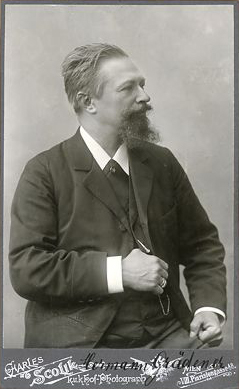
هيرمان غرادينر

كان هيرمان غرايدنر أو غريدينر (بالألمانية: Hermann Graedener) (8 مايو 1844 – 15 سبتمبر 1929) ملحنًا وقائد فرقة موسيقية ومعلمًا ألمانيًا.

## سيرة شخصية
ولد في كيل في دوقية هولشتاين. تلقى تعليمه على يد والده الملحن كارل جرايدنر. ثم درس في المعهد الموسيقي فيينا. من عام 1862 كان عازف أرغن في كنيسة المدينة اللوثرية في فيينا، ومن عام 1864 عازف كمان في أوركسترا المحكمة. قام بالتدريس في معهد فيينا الموسيقي من عام 1877 إلى عام 1913، حيث كان أستاذاً من عام 1882. بين عامي 1892 و 1896 كان مديرًا لأكاديمية فاينغ للغناء (Wiener Singakademie). توفي في فيينا.
تشمل مؤلفاته، التي تأثرت بقلم يوهانس برامز، وسمفونيتين، وكونسرتين موسيقيتين الكمان واثنين من موسيقي البيانو.
كان والد الكاتب هيرمان غرايدنر.

## روابط خارجية
- سيرة شخصية